# Oribatella arabia
Oribatella arabia är en kvalsterart som beskrevs av Kardar 1988. Oribatella arabia ingår i släktet Oribatella och familjen Oribatellidae. Inga underarter finns listade i Catalogue of Life.